# Boswachterij Staphorst

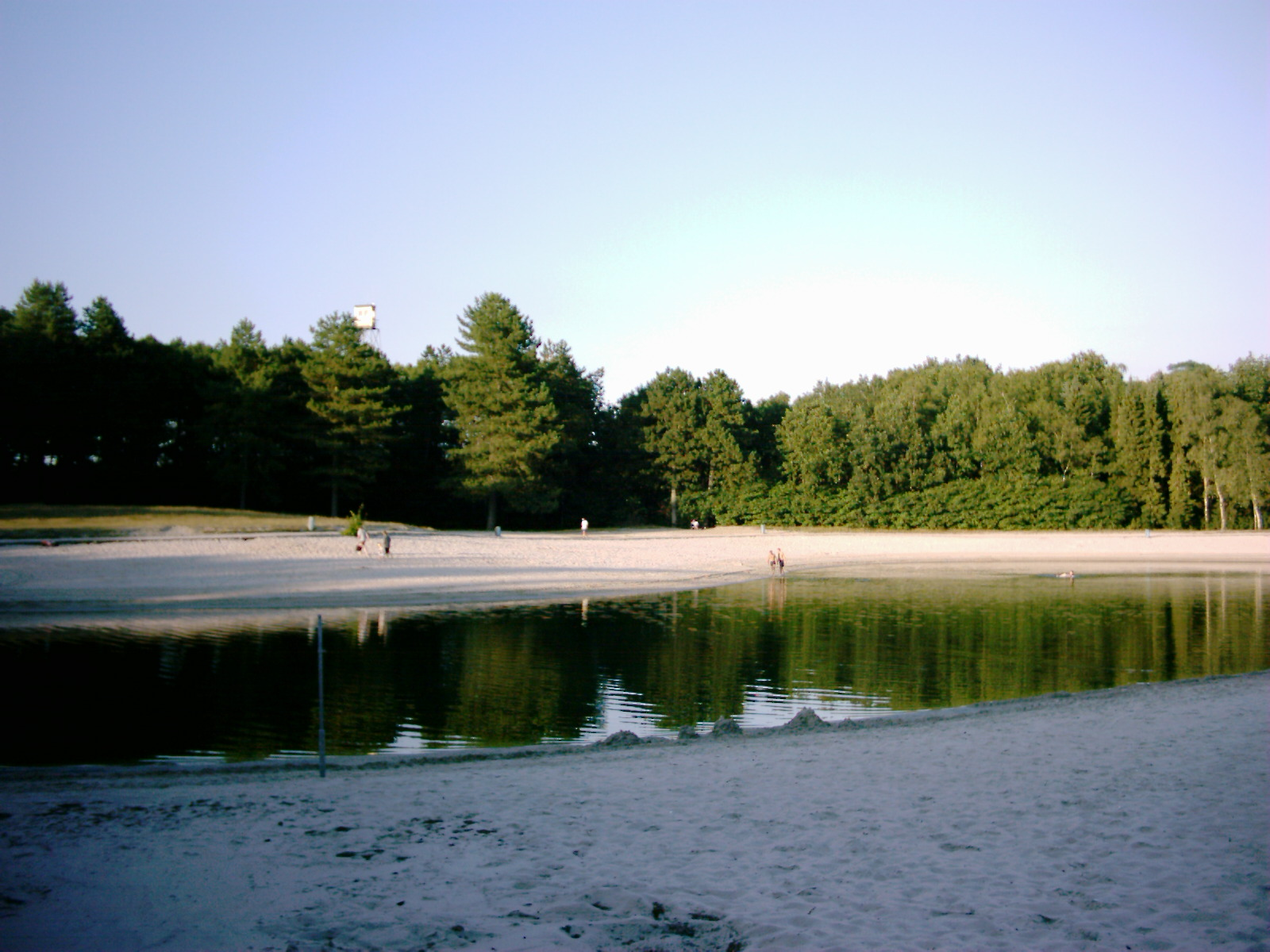
Recreatievijver de Zwarte Dennen

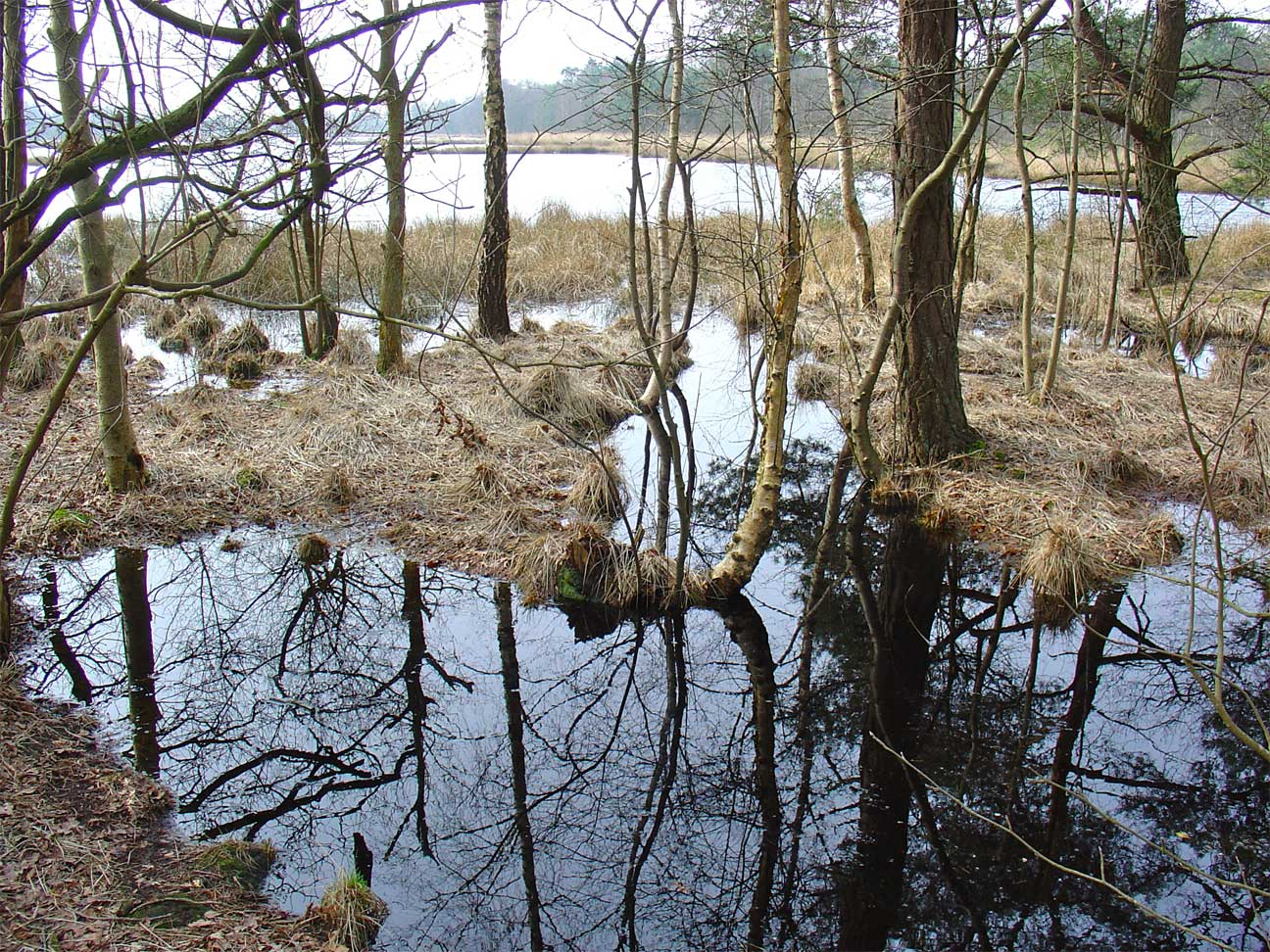
Voormalig turfwinningsgebied Zwarte Venen

Boswachterij Staphorst van Staatsbosbeheer is een 940 hectare groot bos- en natuurgebied in het oostelijk deel van de gemeente Staphorst, provincie Overijssel. Het ligt in een verder agrarische omgeving. De boswachterij wordt doorkruist door zandweggetjes en enkele autowegen.

## Bos en natuur
Het staatsbos is tussen 1930 en 1940 aangelegd op arme gronden door werklozen uit het westen van Nederland. Ze werden verplicht daar te werken in het kader van werkverschaffing vanwege de crisistijd die toen voor grote werkloosheid zorgde. Het uiteindelijk doel van de bosaanleg was houtproductie. Er groeien niet alleen fijnsparren, Japanse lariksen, douglassparren, Corsicaanse- en Oostenrijkse dennen, maar ook eiken beuken en berken. Een klein deel van het gebied bestaat uit heide en vennen en plassen die zijn ontstaan door vervening.
Het bos wordt in de eenentwintigste eeuw door houtoogst en herplant met loofbomen gevarieerder en natuurlijker. In het gebied komen veel wilde dieren voor, zoals reeën, dassen, eekhoorns, ransuilen en adders.

## Recreatie
In het midden ligt de zwemvijver Zwarte Dennen, met een aangelegd zandstrandje rondom, dat in de zomertijd veel bezoekers trekt voor dagrecreatie. Er is een dagcamping en er zijn toiletgebouwtjes en een cafetaria. 
Op zand- en schelpenpaden gewandeld en gefietst kan worden. Er zijn ruiterpaden en er is een mountainbike-route. Wandelroutes van verschillende lengte hebben ieder een eigen kleurcode. 

### Belevingspad
Nabij de zwemvijver is in het bos door Staatsbosbeheer een 'belevingspad' aangelegd. Dit pad is ontworpen als niet al te lange wandeling voor kinderen met hun ouders. Er is om de paar honderd meter iets te 'beleven', zoals een bamboe carillon, een kabelbaantje, een stukje met verschillende bodembedekking, een zonnewijzerboom en een periscoop waarmee zowel heel laag bij de grond, als hoger in de lucht kan worden gekeken.